# Ernest Thiel

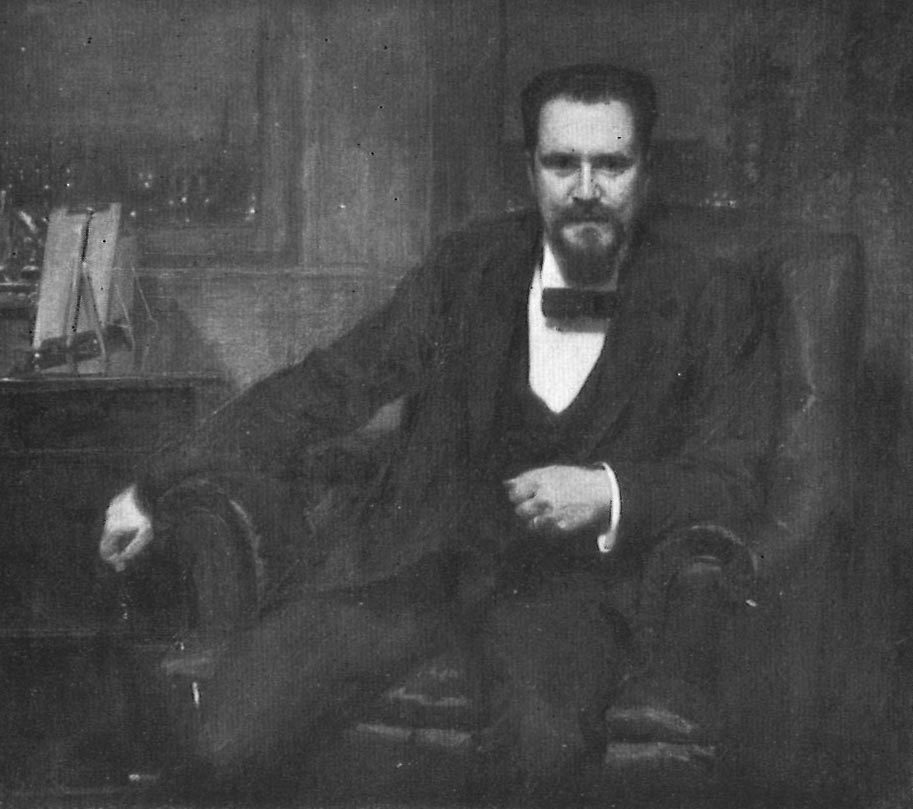
Ernest Thiel. Gemälde von Oscar Björck (1892).

Ernest Jacques Thiel (* 18. August 1859 in Norrköping; † 6. Januar 1947 in Stockholm) war ein schwedischer Unternehmer und Kunstsammler. Sein früheres Wohnhaus im Stockholmer Stadtteil Djurgården beherbergt heute die Thielska galleriet.

## Leben
Thiels Vater war der katholische Ingenieur Jacques Thiel aus Eupen, seine Mutter, Fanny Thiel, geb. Stiebel, kam aus einer deutsch-jüdischen Einwandererfamilie.
E. J. Thiel absolvierte eine Lehre als Bankkaufmann in Hamburg. Nach seiner Rückkehr arbeitete er in Stockholms Enskilda Bank, der Bank der Wallenbergs. 1891 gründete Thiel seine eigene Bank, Stockholms Kredit- och Diskontoförening, später umbenannt in Aktiebolaget Stockholms Diskontobank, die er bis 1901 leitete. Seit 1884 war Thiel mit Anna Josephson, der Schwägerin des Verlegers Karl Otto Bonnier verheiratet. Die Scheidung (1896–1897) und Thiels Heirat mit Signe Hansen, der Gesellschaftsdame und Freundin seiner Frau, verursachten einen Skandal.
Thiels Karriere als Kunstsammler begann 1901, als er aus dem Wirtschaftsleben ausschied. Thiel profilierte sich unter anderem auch als Anhänger Friedrich Nietzsches, übersetzte Texte von diesem ins Schwedische und unterstützte das Nietzsche-Archiv in Weimar. Ende der 1920er Jahre geriet er in finanzielle Schwierigkeiten und musste seine Sammlung an den schwedischen Staat verkaufen.